# Вилхелм фон Хесен-Касел
Вилхелм фон Хесен-Касел (на немски: Wilhelm von Hessen-Kassel, също Wilhelm X Landgraf von Hessen-Kassel zu Rumpenheim; * 24 декември 1787 в Бибрих, Висбаден; † 5 септември 1867 в дворец Амалиенборг, Копенхаген) е титулар-ландграф на Хесен-Касел, като Вилхелм X ландграф на Хесен-Касел-Румпенхайм и губернатор на Копенхаген.
Той е най-възрастният син на титулар-ландграф Фридрих III фон Хесен-Касел-Румпенхайм (1747 – 1837) и съпругата му принцеса Каролина Поликсена фон Насау-Узинген (1762 – 1823), дъщеря на княз Карл Вилхелм фон Насау-Узинген и графиня Каролина Фелицитас фон Лайнинген-Хайдесхайм (1734 – 1810). Внук е на ландгрф Фридрих II фон Хесен-Касел (1720 – 1785) и принцеса Мария от Великобритания- Хановер (1723 – 1772).
Вилхелм наследява 1837 г. титлата ландграф и заедно с братята и сестрите му дворец. Той става Генерал на пехотата в Курфюрство Хесен и по-късно генерал à la Suite на датска служба и губернарор на Копенхаген.
След изключването от наследство в Хесен Касел на децата на курфюрст Фридрих Вилхелм I, Вилхелм става (präsumtion) наследник на трона в Хесен-Касел.

## Фамилия
Вилхелм се жени на 10 ноември 1810 г. в двореца Амалиенборг Копенхаген за принцеса Луиза Шарлота Датска (* 30 октомври 1789 в Копенхаген; † 28 март 1864 в Копенхаген), дъщеря на наследствен принц Фридрих Датски (1753 – 1805) и съпругата му херцогиня София Фредерика фон Мекленбург (1758 – 1794). Луиза Шарлота е внучка на датския крал Фредерик V и сестра на крал Кристиан VIII от Дания. Техните деца са:
- Каролина Фридерика Мария Вилхелмина (1811 – 1829)
- Мария Луиза Шарлота (1814 – 1895), омъжена

∞ 1832 г. за принц Фридрих Август фон Анхалт-Десау (1799 – 1864)
- Луиза Вилхелмина Фридерика Каролина Августа Юлия (1817 – 1898), омъжена

∞ 1842 г. за херцог Кристиан фон Шлезвиг-Холщайн-Зондербург-Глюксбург (1818 – 1906), по-късно датски крал Кристиан IX
- Фридрих Вилхелм Карл Георг Адолф (1820 – 1884), ландграф на Хесен-Касел, женен

∞ I. 1844 г. за велика княгиня Александра Николаевна (1836 – 1844)
∞ II. 1853 г. за принцеса Мария Анна Пруска (1836 –1918)
- Августа Фридерика Мария Каролина Юлия (1823 – 1899), омъжена

∞ 1854 г. за барон Карл Фридирих Аксел Брор фон Бликсен-Финеке (1822 – 1873)
- София Вилхелмина Августа Елизабет (*/† 1827)